# PR-495
A Rodovia PR-495 é uma estrada pertencente ao governo do Paraná que liga a cidade de Serranópolis do Iguaçu (desde a divisa Norte do Parque Nacional do Iguaçu) e a cidade de Capanema (entroncamento com a BR-467).
O primeiro trecho desta rodovia, de 17,6 km, é também conhecido como Estrada do Colono, um antigo caminho que foi transformado em estrada por volta de 1950. Com o crescente desmatamento do interior do Paraná, a criação de dezenas de cidades e a construção de inúmeras rodovias, ocorridas nas décadas seguintes, começou a haver pressão de grupos ambientalistas para o fechamento da Estrada, que corta ao meio o Parque Nacional do Iguaçu, uma área de preservação ambiental permanente. O Ministério Público Federal obteve o fechamento da Estrada do Colono em 1986, porém ocorreu uma reabertura ilegal em 1997, até que, em 2001, uma ação envolvendo o Exército Brasileiro, a Polícia Federal e o IBAMA deu cumprimento à ordem judicial que resultou no fechamento definitivo da Estrada.
O fechamento da Estrada é importante para a manutenção do ecossistema do Parque, tanto que, em 1999, a UNESCO chegou a inscrever o Parque Nacional do Iguaçu, inscrito, a pedido do Brasil, na lista do Patrimônio Mundial, como Patrimônio em Perigo, em razão da reabertura da Estrada do Colono.  Somente em 2001, com o fechamento definitivo da Estrada, o Parque foi retirado da lista.
Com o fechamento da Estrada, a distância rodoviária entre as cidades de Medianeira e Capanema aumentou de 58 km para mais de 170 km (utilizando-se as rodovias BR-277, PR-182 e PR-582).  Com objetivo de propiciar alternativas de desenvolvimento à região de Capanema, o Governo do Paraná inaugurou, em 1994, a Ponte Internacional sobre o Rio Santo Antônio, uma ligação rodoviária com a Argentina.